# Anton van Wouw
Anthonie (Anton) van Wouw (Driebergen, 26 december 1862 - Pretoria, 30 juli 1945) was een Nederlandse beeldhouwer die wordt beschouwd als de vader van de beeldhouwkunst in Zuid-Afrika. Van Wouw was de pleegvader van de schilder Jacobus Hendrik Pierneef.

## Biografie
Van Wouw werd in 1862 in Driebergen geboren als zoon van de onderwijzer Ludolf Anne Frederik Hendrik van Wouw en Helena Kerlen. Hij werd opgeleid aan de Rotterdamse Academie voor Beeldende Kunsten. Van Wouw besloot in 1889 naar de zich nog ontwikkelende stad Pretoria te trekken. Daar wachtte hij tien jaar op zijn eerste opdracht. Zijn eerste opdracht kwam van Sammy Marks en bestond eruit het Krugerstandbeeld ter ere van oud-president Paul Kruger van de Zuid-Afrikaanse Republiek te ontwerpen. Dit standbeeld staat op het Kerkplein in Pretoria.
In zijn werk vangt hij regelmatig de rauwe en emotionele kern van zijn onderwerp. Een van zijn belangrijkste werken is het standbeeld van een vrouw, dat deel uitmaakt van het Nationale Vrouwenmonument (Zuid-Afrika) nabij Bloemfontein. Hij werkte samen met Frans Soff aan de vervaardiging van deze figuur. Hij maakte ook het figuur van een vrouw, dat deel is van het Voortrekkermonument in Pretoria, een borstbeeld van generaal Christiaan de Wet en het standbeeld van Louis Botha in Durban.
Van Wouw heeft ook verscheidene kleinere beelden gemaakt van andere Zuid-Afrikaanse bevolkingsgroepen. Maar deze beelden zijn veel minder formeel dan zijn grotere werken met treffende en levensgetrouwe gezichtsuitdrukkingen.
Van Wouw ontving in 1936 een eredoctorsgraad van de Universiteit van Pretoria en in 1937 de Suid-Afrikaanse Akademie Medalje vir Beeldhou.
Zijn huis (in 1939 ontworpen door Norman Eaton) werd in 1974 door de Universiteit van Pretoria als museum geopend.

## Werken
- Standbeeld voor Paul Kruger, de laatste president van de Zuid-Afrikaanse Republiek, op het Kerkplein in Pretoria.
- Het Nationale Vrouwenmonument, nabij Bloemfontein, ter ere van alle omgekomen Boerenvrouwen en -kinderen tijdens de Tweede Boerenoorlog

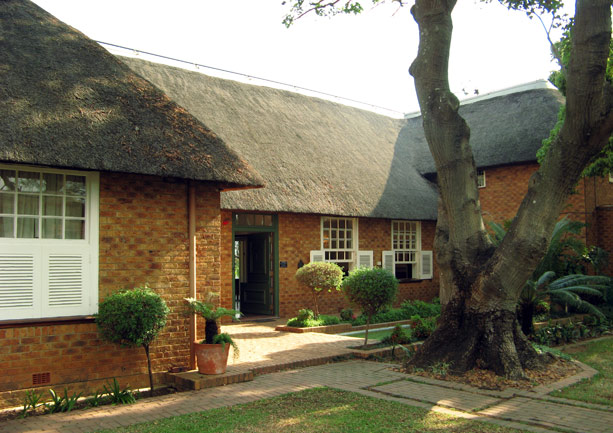
Anton van Wouw Huis, Pretoria
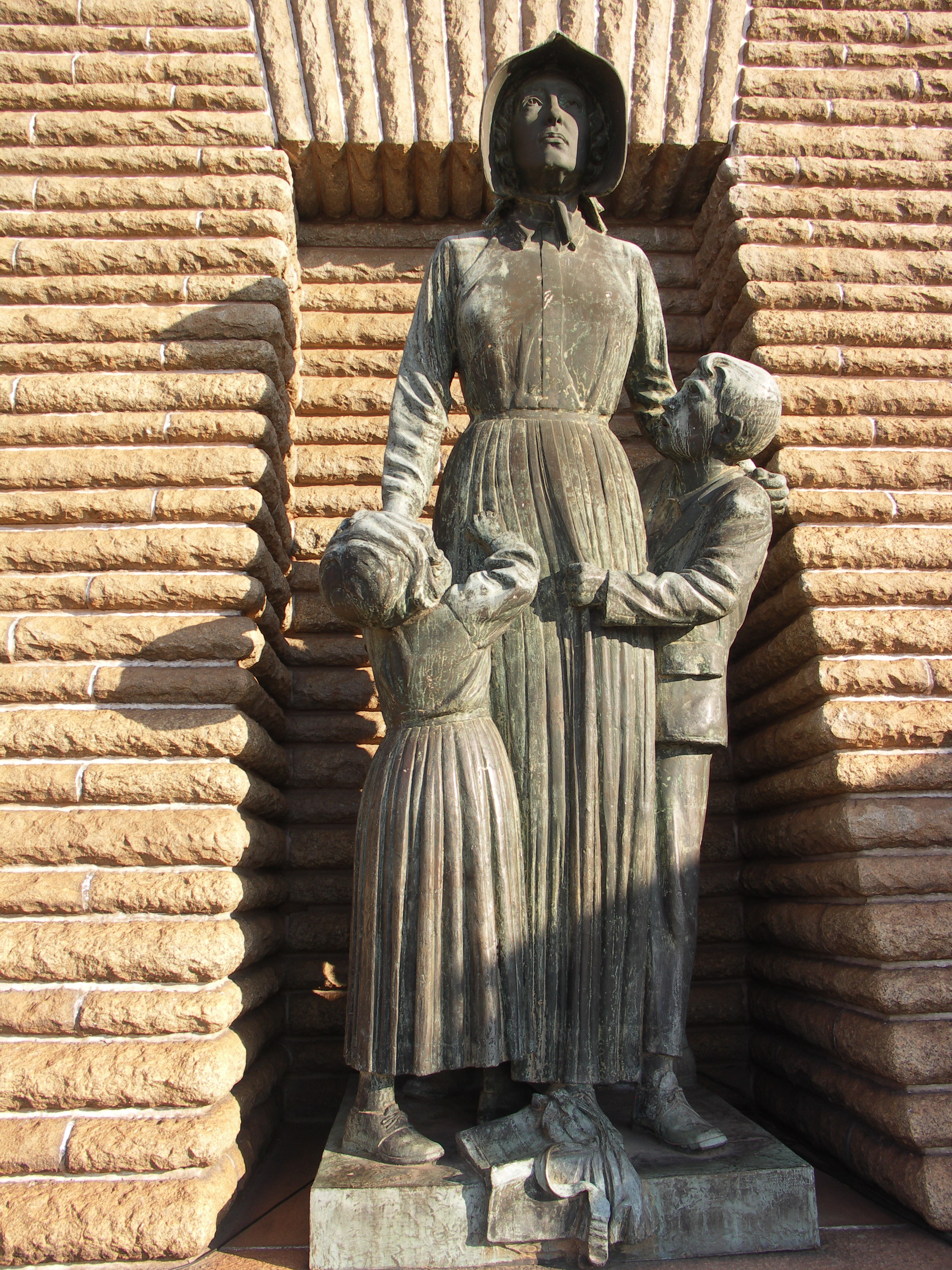
Vrou en kinders, voltooid in 1938. Het bronzen beeld, dat de rol weergeeft die de Boerenvrouwen gespeeld hebben tijdens de Grote Trek, was Van Wouws laatste opdracht. Het beeld tegen de voet van het Voortrekkermonument in Pretoria is 4,1 meter hoog en weegt 2,5 ton. Het gietwerk werd gedaan door Renzo Vignali in Pretoria. De modellen voor het standbeeld waren Cato Roorda of Isabel Snyman als de vrouw, Betty Wolk als de dochter en Joseph Goldstein als de zoon.